# Ensete
Ensete (lat. Ensete), rod korisnih trajnica iz porodice bananovki raširen po Aziji i Africi. Od važnijeg značaja za čovjeka je E. ventricosum, tzv. lažna, etiopska ili abesinijska banana, koja se u Etiopiji uzgaja kao hrana. U afričke vrste još pripadaju E. homblei, E. livingstonianum i madagaskarski endem E. perrieri.
Azijske vrste su snježna banana (E. glaucum, koja raste u Indiji, Nepalu, Burmi, Tajlandu i Kini, a uzgaja se i kao ukrasna biljka i E. superbum raste na Zapadnim Gatima u Indiji.
Ovaj rod prvi je 1862. opisao Paul Fedorowitsch Horaninow u koji je svrstao vrstu Ensete edule (danas Ensete ventricosum), ali on nije priznat sve do 1947.

## Vrste
1. Ensete glaucum (Roxb.) Cheesman
2. Ensete homblei (Bequaert ex De Wild.) Cheesman
3. Ensete lecongkietii Luu, N.L.Vu & Q.D.Nguyen
4. Ensete livingstonianum (J.Kirk) Cheesman
5. Ensete perrieri (Claverie) Cheesman
6. Ensete superbum (Roxb.) Cheesman
7. Ensete ventricosum (Welw.) Cheesman

- Ensete superbum
- Ensete superbum